# Schizocosa aulonia
Schizocosa aulonia este o specie de păianjeni din genul Schizocosa, familia Lycosidae, descrisă de Dondale, 1969. Conform Catalogue of Life specia Schizocosa aulonia nu are subspecii cunoscute.